# Juan Pinto y Guerra
Juan Pinto y Guerra fue un político peruano. 
Luego de la independencia, el entonces prefecto del Cusco Agustín Gamarra estableció los pilares de la organización gubernamental en el Cusco. Pinto y Guerra, que había sido subdelegado de Chilques y Masques durante el virreinato, fue incorporado en 1825 al gobierno de la república como Subprefecto de la misma zona y luego fue nombrado relator en la Corte Superior de Justicia del Cusco.
Fue miembro del Congreso General Constituyente de 1827 por la provincia de Paruro. Dicho congreso constituyente fue el que elaboró la segunda constitución política del país.